# 颱風姬羅莉亞 (1957年)
颱風姬羅莉亞（英語：Typhoon Gloria，國際編號：5715，聯合颱風警報中心：14W）為1957年太平洋颱風季第15個被命名的熱帶氣旋。姬羅莉亞於1957年9月17日形成。之後以2級颱風的強度橫過菲律賓，進入南海。葛樂禮抵達珠江口時，香港因懸掛八號風球期間，市區錄得一小時颶風風力而導致皇家香港天文台直接改掛十號風球，澳門氣象台則未有錄得持續颶風因而最高只懸掛九號風球。天文台錄得12小時的強風、14小時的烈風，當中有一小時更達颶風程度的風力，9月22日澳門錄得氣壓970.8百帕斯卡，吹時速110公里的東風，陣風達144公里，最大日雨量79.3毫米，造成澳門低窪地區出現水浸。颱風姬羅莉亞在9月22日21時於澳門登陸，登陸中心最大風力達162km/h，之後經中山、番禺、廣州，進入內陸消散。

## 影響

### 英屬香港

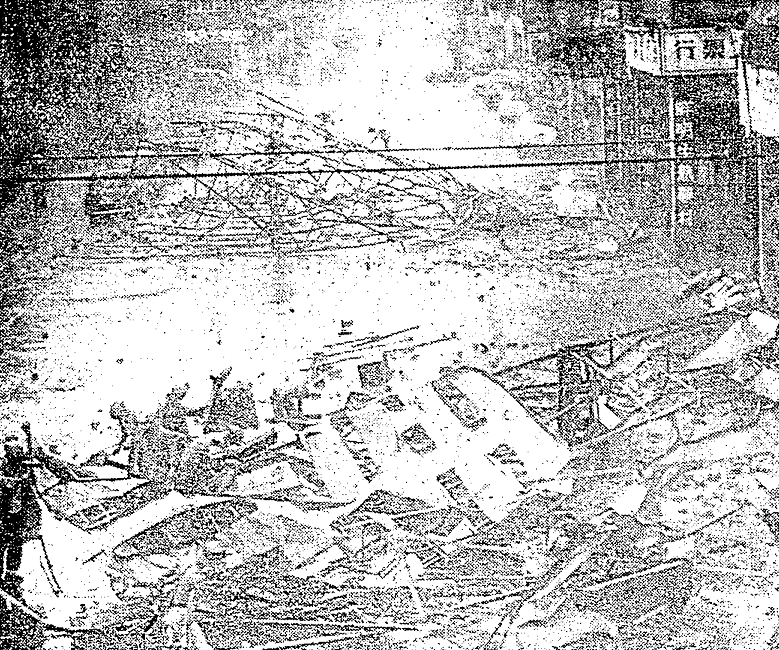
香港在姬羅莉亞肆虐下，2幅大型廣告鐵架從大廈天台墜下柯布連道及莊士敦道交界，1人受傷，交通受阻

- 當地懸掛之最高熱帶氣旋警告信號： 十號風球
- 最接近當地位置：天文台總部之西南55公里

皇家香港天文台於1957年9月21日香港夏令時間上午10時20分懸掛一號風球。不足三小時，下午1時10分改掛三號風球。22日凌晨4時改掛七號風球。下午12時30分改掛八號風球。20分鐘後，下午12時50分，天文台直接改掛十號風球，成為香港自1946年至今唯一沒有懸掛過九號風球的正面襲港颱風，亦是整個1950年代香港唯一一次十號風球，歷時接近8小時。天文台在晚上8時45分改掛八號風球，並在23日上午6時改掛三號風球。隨著姬羅莉亞遠離香港，天文台於晚上11時15分除下所有熱帶氣旋警告信號。

### 葡屬澳門
當地懸掛之最高熱帶氣旋信號： 九號風球
在姬羅莉亞吹襲期間，由於風暴引起的潮位差達2.30米，加上適逢天文潮的出現，因此造成較強的風暴潮現象出現。澳門測得最高潮位為4.35米，引致路面水浸高度達1.15米。

#### 破壞

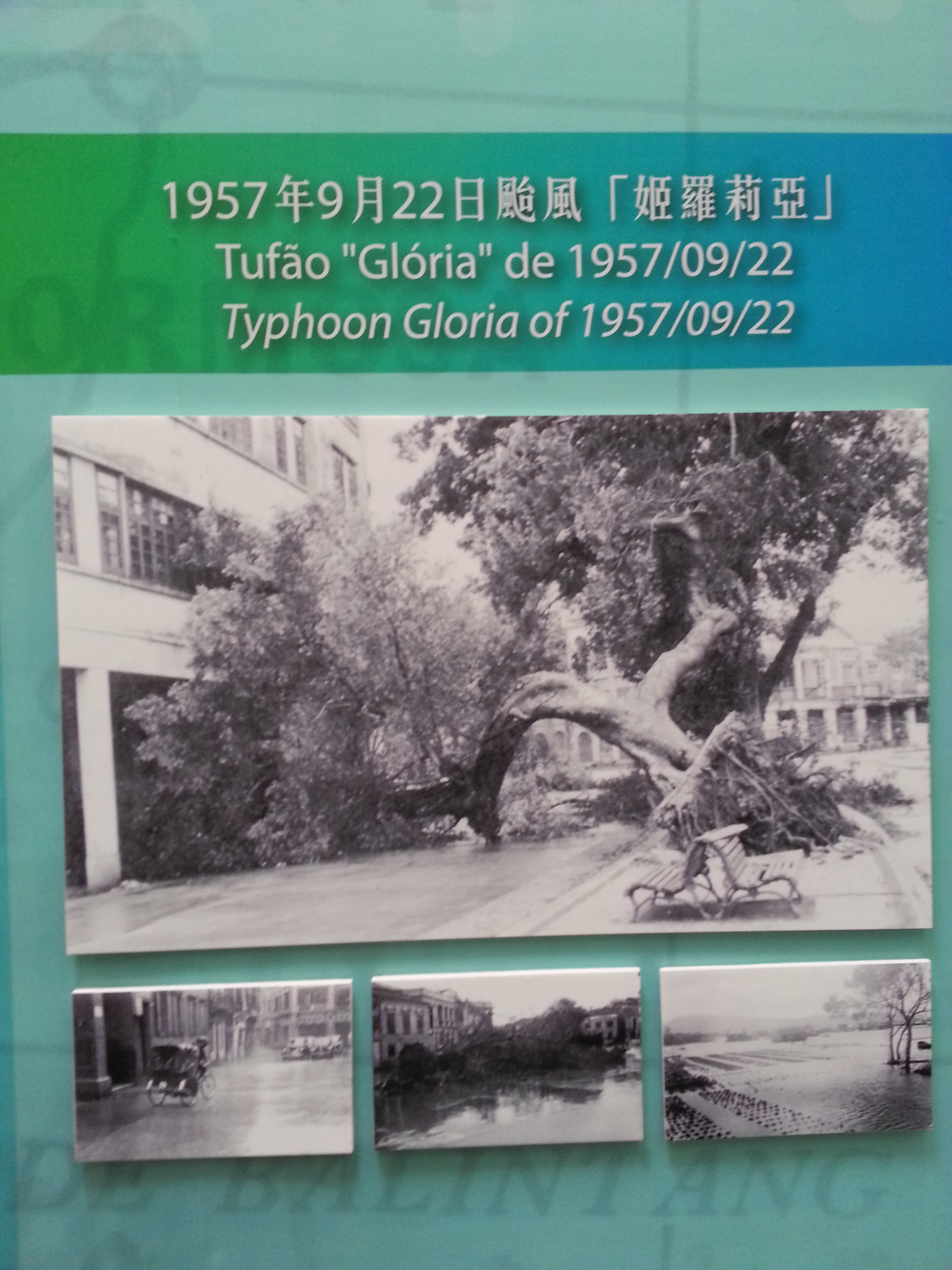
澳門歷史檔案館《颱風歲月展覽》展出有關1957年9月22日颱風「姬羅莉亞」襲澳後的照片，圖中順時針分別是加思欄花園、黑沙環、水坑尾街及營地大街。

澳門東北部有二百多畝菜地被淹，受影響菜農共200戶1,000多人，淹斃大小豬隻5,000頭，市內被毀倒塌木屋數十間。在暴風雨中，一名執勤警員在黑沙環溺斃、青洲一名男子觸電身亡、石街一間寮屋倒塌壓死一名男子。當姬羅莉亞橫掃澳門時，關閘東面近黑沙環的一條海堤被衝破三個缺口，菜地全遭淹沒，積水最深時達六、七呎。二百戶菜農倉皇逃出，淒厲叫聲不絕，當局接報派出軍警及四艘小艇前往救援，救出132人，惟當中有一名葡籍警員羅德發失慎跌入水中溺斃殉職。黑沙環菜農損失財物家畜約值一百萬澳門元，馬交石山、新口岸等地區菜地，也有不少農作物被風吹毀，損失不輕。林茂塘、白鴿巢山邊一帶被毀木屋數十間，災民達百餘人。青洲木屋區有一名男子於9月22日晚上8時在家門外觸電而亡。市區被毀招牌多不勝數，雅廉訪大馬路樹木全部折斷傾側。加思欄花園一棵百年老樹連根拔起，水坑尾街大樹倒塌。大三巴牌坊一塊六呎長巨石，被狂風吹墮地上，陷入泥地一呎多深，市區電線多被吹毀，全市有三份之一電話失靈。

## 熱帶氣旋警告使用紀錄

### 英屬香港
| 皇家香港天文台 熱帶氣旋警告信號 | 皇家香港天文台 熱帶氣旋警告信號 | 皇家香港天文台 熱帶氣旋警告信號 |
| ------------------------------- | ------------------------------- | ------------------------------- |
| 上一熱帶氣旋                    | 一號風球                        | 下一熱帶氣旋                    |
| 颱風嘉曼                        | 一號風球                        | 熱帶風暴無名                    |
| 颱風無名                        | 三號風球                        | 熱帶風暴無名                    |
| 颱風柏美娜                      | 七號風球                        | 熱帶風暴無名                    |
| 颱風柏美娜                      | 八號風球                        | 颱風瑪麗                        |
| 颱風英格瑞                      | 十號風球                        | 颱風瑪麗                        |

| 前任： 丁丑年颱風 | 引致香港天文台需要跳过 九號風球，直接改掛 十號風球的颱風 | 現任 |

### 葡屬澳門
| 澳門氣象台 熱帶氣旋信號 | 澳門氣象台 熱帶氣旋信號 | 澳門氣象台 熱帶氣旋信號 |
| ----------------------- | ----------------------- | ----------------------- |
| 上一熱帶氣旋            | 九號風球                | 下一熱帶氣旋            |
| 颱風柏美娜              | 九號風球                | 颱風瑪麗                |

## 外部連結
- 颱風姬羅莉亞詳述 （页面存档备份，存于）
- 歷年天災的回顧（第11頁） （页面存档备份，存于），香港天文台